# Radek Görner
Radek Görner (Pilsen, 2 mei 1983) is een Tsjechisch voetballer. In het seizoen 2008/2009 kwam hij een half jaar uit voor FC Zwolle. Hij is een middenvelder.
Görner debuteerde op 8 augustus 2008 in de wedstrijd FC Zwolle – MVV (0–0) op de Nederlandse velden. Görner verliet FC Vysočina Jihlava in de zomer van 2011 omdat zijn contract bij deze club ten einde kwam.

## Statistieken
| Seizoen | Club                | Land      | Competitie     | Wed. | Goals |
| ------- | ------------------- | --------- | -------------- | ---- | ----- |
| 2002/03 | FC Viktoria Pilsen  | Tsjechië  | Druhá liga     | 3    | 0     |
| 2003/04 | FK Viktoria Žižkov  | Tsjechië  | Gambrinus liga | 4    | 0     |
| 2004/05 | FK Viktoria Žižkov  | Tsjechië  | Druhá liga     | 11   | 0     |
| 2005/06 | FK Viktoria Žižkov  | Tsjechië  | Druhá liga     | 27   | 2     |
| 2006/07 | 1. FC Slovácko      | Tsjechië  | Gambrinus liga | 24   | 2     |
| 2007/08 | 1. FC Slovácko      | Tsjechië  | Gambrinus liga | 22   | 4     |
| 2008/09 | FC Zwolle           | Nederland | Eerste divisie | 16   | 0     |
| 2008/09 | 1. FC Slovácko      | Tsjechië  | Druhá liga     | 8    | 0     |
| 2009/10 | FC Tescoma Zlín     | Tsjechië  | Druhá liga     | 15   | 0     |
| 2009/10 | FC Vysočina Jihlava | Tsjechië  | Druhá liga     | 14   | 1     |
| 2010/11 | FC Vysočina Jihlava | Tsjechië  | Druhá liga     | 23   | 3     |
| Totaal  | Totaal              | Totaal    | Totaal         | 167  | 12    |